# Abu Arrazi Maomé ibne Abedelhamide
Abul Razi Maomé ibne Abedelhamide ou Abedalhamide (em árabe: أبو الرازي محمد بن عبد الحميد‎‎; romaniz.: Abu al-Razi Muhammad ibn 'Abd al-Hamid; m. 829) foi um governador do Iêmem do século IX para o Califado Abássida.

## Vida
Um maula do califa Almamune (r. 813–833), Abul Razi foi feito representante do governador de Baçorá em nome de Sale ibne Arraxide em ca. 819, após o retorno do califa do Coração para Bagdá. Em ca. 828, foi nomeado por Almamune como governador do Iêmem e liderou um exército à província para lidar com o rebelde Amar Alaine. Após sua chegada em Saná, recebeu um pedido de anistia do rebelde, que foi inicialmente conferida, mas subsequentemente Abul Razi decidiu prender Amar Alaine e enviá-lo em correntes ao califa em Bagdá.
Logo após lidar com Amar Alaine, Abul Razi enfrentou outra rebelião nos planaltos meridionais do país liderada pelo himiarita Ibraim ibne Abi Jafar Almanaqui. O governador decidiu avançar contra Ibraim e atacá-lo, mas no confronto resultante ele foi derrotado e morto. Após a morte de Abul Razi, Ibraim avançou em direção a al-Janade com intuito de saqueá-la, enquanto Ixaque ibne Alabás ibne Maomé Alhaximi foi selecionado como novo governador.